# Greenville Swamp Rabbits
Greenville Swamp Rabbits – amerykański klub hokeja na lodzie z siedzibą w Greenville, Karolina Południowa.
Grają w Południowej Dywizji Wschodniej Konferencji ligi ECHL i domowe mecze rozgrywają w Bon Secours Wellness Arena w centrum Greenville.
Klub wcześniej grał w Johnstown, Pensylwania jako Johnstown Chiefs od momentu powstania ECHL w 1988, aż do przeniesienia zespołu w 2010. Po przeniesieniu do Karoliny Południowej, klub grał jako Greenville Road Warriors, aż do 2015 kiedy to właściciele klubu zmienili nazwę na Greenville Swamp Rabbits. Swamp Rabbits to drugi klub grający w Greenville.  Wcześniej w mieście grali Greenville Grrrowl pomiędzy 1998 i 2006.

## Historia

### Greenville Road Warriors (2010–2015)
Klub został założony jako Johnstown Chiefs przed rozpoczęciem sezonu 1987-88.  W następnym sezonie, Chiefs zostali jednym z założycieli East Coast Hockey League, która została przemianowana na ECHL w 2003.  Chiefs mieli problemy finansowe i właściciele klubu próbowali sprzedać go lokalnym inwestorom, niestety bez żadnego sukcesu.  Po stracie $100,000 na rok i stawieniu czoła wysokiemu czynszowi nałożonego przez nowych właścicieli areny, Chiefs zaczęli przyjmować oferty w sprawie przeniesienia klubu.
13 lutego 2010 Tribune-Democrat zaczął informować, że właściciel Chiefs, Neil Smith prowadził negocjacje z inwestorami z Karoliny Południowej, w sprawie przeniesienia zespołu do Greenville na sezon 2009/10.  Dwa dni później potwierdzono wcześniejsze doniesienia o przeniesieniu Chiefs, czekając na potwierdzenie decyzji przez zarząd areny w Greenville oraz zarząd szefów ligi ECHL.  Ostatecznie zostało to potwierdzone 15 lutego 2010.
Podczas playoffs w 2012, właściciele Greenville Road Warriors, Neil Smith i Steve Posner, sprzedali klub lokalnej firmie Chestnut Street Sports LLC której  właścicielem był Fred Festa.

### Greenville Swamp Rabbits (2015–obecnie)
26 sierpnia 2015 klub ogłosił, że oficjalnie zmienił nazwę na Greenville Swamp Rabbits. Zrobili to aby wzmocnić więzi zespołu z miatem Greenville.
Nazwa Swamp Rabbits była lokalną nazwą linie kolejową Greenville i Northern Railway, która rozpoczęła działalność w 1920 roku.  W 2005 roku kolej została porzucona i została przekształcona na tzw. Swamp Rabbit Trail.
W 2017 New York Rangers podpisali kontrakt afiliacyjny z Greenville na sezon 2017-18, ale po zakończeniu rozgrywek nie przedłużyli umowy z klubem, tylko zdecydowali się na podpisanie nowej umowy z Maine Mariners na sezon 2018-19.
W czasie sezonu 2017/18, Fred Festa sprzedał Swamp Rabbits wieloosobowej spółce o nazwie South Carolina Pro Hockey LLC, którą kierował były właściciel Rochester Americans, Steve Donner. Nowi właściciele zdecydowali nie przenosić klubu z Greenville.